# Monocentrota sichuanensis
Monocentrota sichuanensis är en tvåvingeart som beskrevs av Cao och Xu 2007. Monocentrota sichuanensis ingår i släktet Monocentrota och familjen platthornsmyggor. Inga underarter finns listade i Catalogue of Life.